# Prosopocera marmorata
Prosopocera marmorata is een keversoort uit de familie van de boktorren (Cerambycidae). De wetenschappelijke naam van de soort werd voor het eerst geldig gepubliceerd in 1898 door Gahan.
De soort werd aangetroffen en beschreven in het toenmalige Brits Oost-Afrika, nu de Samburu-streek van Kenia. Bij het mannetje vertonen de derde en vierde geleding van de antenne een verdikking.